# تخت‌تپه اندرسون
تخت‌تپهٔ اندرسون یا اندرسون مسا (به انگلیسی: Anderson Mesa؛ به زبان ناواهو: Hosh Dikʼání)، متشکل از حدود پنج تخت‌تپهٔ کشیده است که در مختصات جغرافیایی ۳۵°۰۳′۱۸″ شمالی ۱۱۱°۲۶′۲۴″ غربی / ۳۵٫۰۵۵۰۰°شمالی ۱۱۱٫۴۴۰۰۰°غربی و ۲۰ مایلی (۲۲ کیلومتری) جنوب شرقی فلگستف، آریزونا، شرق دریاچه مری و شمال دریاچه مورمون، در شهرستان کاکانینو واقع شده است.
بر روی این زمین‌چهر که در ارتفاع ۶٬۲۰۰ – ۷٬۲۰۰ بالاتر از سطح دریا قرار دارد، از سال ۱۹۵۹ میلادی رصدخانهٔ لوولِ ایستگاه مسا اندرسون بنا شده است. از آنجا که این تخت‌تپه بسیار صاف است، تداخل‌سنج نوری آزمایشی (اختصاری NPOI) متعلق به رصدخانه نیروی دریایی ایالات متحده آمریکا نیز، از سال ۱۹۹۲ میلادی در آنجا قرار دارد.